# فهرست شهرهای فلوریدا
بر پایه سرشماری سال ۲۰۰۷، در ایالت فلوریدا در آمریکا تعداد ۲۸۳ شهر، ۱۰۸ شهرک، و ۱۹ روستا وجود دارند. این مناطق مسکونی در میان ۶۷ شهرستان پخش شده‌اند.
| رتبه | نام                          | شهرستان           | جمعیت (۲۰۱۰) | مساحت              | دولت             | عنوان | سال  |
| ---- | ---------------------------- | ----------------- | ------------ | ------------------ | ---------------- | ----- | ---- |
| ۱۶۸  | آلاچوا                       | آلاچوا            | ۹٬۰۵۹        | ۷۵٫۲ کیلومتر مربع  | هیئت-مدیر        | شهر   | ۱۹۰۵ |
| ۳۷۰  | الفورد                       | جکسون             | ۴۸۹          | ۳٫۴ کیلومتر مربع   | شهردار-شورای شهر | شهرک  | ۱۹۱۱ |
| ۶۱   | آلتامونت اسپرینگز            | سمینول            | ۴۱٬۴۹۶       | ۲۴٫۴ کیلومتر مربع  | هیئت-مدیر        | شهر   | ۱۹۲۰ |
| ۳۶۸  | آلثا                         | کلهون             | ۵۳۶          | ۳٫۸ کیلومتر مربع   | شهردار-شورای شهر | شهرک  | ۱۹۴۶ |
| ۳۰۹  | آنا ماریا، فلوریدا           | ماناتی            | ۱٬۵۰۳        | ۲٫۵ کیلومتر مربع   | شهردار-هیئت      | شهر   | ۱۹۲۳ |
| ۲۷۵  | آپالاچیکولا                  | فرانکلین          | ۲٬۲۳۱        | ۶٫۹ کیلومتر مربع   | شهردار-هیئت      | شهر   | ۱۸۳۱ |
| ۱۲۴  | آپوپکا                       | اورنج             | ۱۴٬۶۲۵       | ۶۴٫۶ کیلومتر مربع  | شهردار-شورای شهر | شهر   | ۱۸۸۲ |
| ۱۷۸  | آرکادیا                      | دوسوتو            | ۷٬۶۳۷        | ۱۰٫۵ کیلومتر مربع  | شهردار-شورای شهر | شهر   | ۱۸۸۶ |
| ۳۲۴  | آرچر                         | آلاچوا            | ۱٬۱۱۸        | ۶٫۲ کیلومتر مربع   | هیئت-مدیر        | شهر   | ۱۸۵۰ |
| ۲۹۳  | آستاتولا                     | لیک               | ۱٬۸۱۰        | ۵٫۷ کیلومتر مربع   | شهردار-شورای شهر | شهرک  | ۱۹۲۷ |
| ۱۴۰  | آتلانتیک بیچ                 | دووال             | ۱۲٬۶۵۵       | ۳۳٫۷ کیلومتر مربع  | هیئت-مدیر        | شهر   | ۱۹۲۶ |
| ۲۸۳  | آتلانتیس                     | پام بیچ           | ۲٬۰۰۵        | ۳٫۷ کیلومتر مربع   | شورای شهر-مدیر   | شهر   | ۱۹۵۹ |
| ۱۳۴  | اوبورن‌دیل                    | پولک              | ۱۳٬۵۰۷       | ۲۴٫۱ کیلومتر مربع  | هیئت-مدیر        | شهر   | ۱۹۱۱ |
| ۷۰   | اونتورا                      | میامی-دید         | ۳۵٬۷۶۲       | ۹٫۱ کیلومتر مربع   | شورای شهر-مدیر   | شهر   | ۱۹۹۵ |
| ۱۷۰  | آوون پارک                    | هایلندز           | ۸٬۸۳۶        | ۱۴٫۶ کیلومتر مربع  | شورای شهر-مدیر   | شهر   | ۱۸۹۱ |
| ۲۶۵  | بال هاربر                    | میامی-دید         | ۲٬۵۱۳        | ۱٫۶ کیلومتر مربع   | شورای شهر-مدیر   | روستا | ۱۹۴۶ |
| ۳۱۴  | بالدوین                      | دووال             | ۱٬۴۲۵        | ۵٫۵ کیلومتر مربع   | شهردار-شورای شهر | شهرک  | ۱۸۷۶ |
| ۱۱۴  | بارتاو                       | پولک              | ۱۷٬۲۹۸       | ۱۳۵٫۶ کیلومتر مربع | هیئت-مدیر        | شهر   | ۱۸۸۲ |
| ۴۰۲  | بسکام                        | جکسون             | ۱۲۱          | ۰٫۵ کیلومتر مربع   | شهردار-شورای شهر | شهرک  | ۱۹۶۱ |
| ۲۰۵  | بی هاربر آیلندز              | میامی-دید         | ۵٬۶۲۸        | ۱٫۶ کیلومتر مربع   | شورای شهر-مدیر   | شهرک  | ۱۹۴۷ |
| ۴۰۵  | بی لیک                       | اورنج             | ۴۷           | ۵۴٫۷ کیلومتر مربع  | شورای شهر-مدیر   | شهر   | ۱۹۶۷ |
| ۳۷۳  | بل                           | گیل‌کرایست         | ۴۵۶          | ۴٫۲ کیلومتر مربع   | شورای شهر-مدیر   | شهرک  | ۱۹۰۳ |
| ۱۱۳  | بل گلید                      | پام بیچ           | ۱۷٬۴۶۷       | ۱۲٫۱ کیلومتر مربع  | شورای شهر-مدیر   | شهر   | ۱۹۲۸ |
| ۱۹۹  | بل آیل                       | اورنج             | ۵٬۹۸۸        | ۱۲ کیلومتر مربع    | شورای شهر-مدیر   | شهر   | ۱۹۲۴ |
| ۲۳۱  | بل‌ایر                        | پاینلاس           | ۳٬۸۶۹        | ۷٫۳ کیلومتر مربع   | شورای شهر-مدیر   | شهرک  | ۱۹۲۴ |
| ۳۰۵  | بل‌ایر بیچ                    | پاینلاس           | ۱٬۵۶۰        | ۴٫۵ کیلومتر مربع   | شورای شهر-مدیر   | شهر   | ۱۹۵۰ |
| ۲۸۲  | بل‌ایر بلافس                  | پاینلاس           | ۲٬۰۳۱        | ۱٫۶ کیلومتر مربع   | شهردار-هیئت      | شهر   | ۱۹۶۳ |
| ۴۰۳  | بل‌ایر شور                    | پاینلاس           | ۱۰۹          | ۱٫۱ کیلومتر مربع   | شهردار-هیئت      | شهرک  | ۱۹۵۵ |
| ۲۲۱  | بل‌ویو                        | ماریون            | ۴٬۴۹۲        | ۴٫۷ کیلومتر مربع   | شهردار-هیئت      | شهر   | ۱۸۸۵ |
| ۳۸۵  | بورلی بیچ                    | فلگلر             | ۳۳۸          | ۱٫۰ کیلومتر مربع   | شهردار-هیئت      | شهرک  | ۱۹۵۵ |
| ۲۴۶  | بیسکین پارک                  | میامی-دید         | ۳٬۰۵۵        | ۱٫۷ کیلومتر مربع   | هیئت-مدیر        | روستا | ۱۹۳۳ |
| ۲۶۴  | بلاونتس‌تاون                  | کلهون             | ۲٬۵۱۴        | ۸٫۳ کیلومتر مربع   | شورای شهر-مدیر   | شهر   | ۱۹۰۳ |
| ۲۷   | بوکا راتون                   | پام بیچ           | ۸۴٬۳۹۲       | ۷۵٫۴ کیلومتر مربع  | شورای شهر-مدیر   | شهر   | ۱۹۲۵ |
| ۲۵۶  | بونیفی                       | هلمز              | ۲٬۷۹۳        | ۹٫۴ کیلومتر مربع   | شهردار-شورای شهر | شهر   | ۱۸۸۶ |
| ۵۷   | بونیتا اسپرینگز              | لی                | ۴۳٬۹۱۴       | ۱۰۶٫۲ کیلومتر مربع | شورای شهر-مدیر   | شهر   | ۱۹۹۹ |
| ۲۵۲  | بولینگ گرین                  | هاردی             | ۲٬۹۳۰        | ۳٫۷ کیلومتر مربع   | هیئت-مدیر        | شهر   | ۱۹۲۷ |
| ۳۲   | بوینتون بیچ                  | پام بیچ           | ۶۸٬۲۱۷       | ۴۲٫۱ کیلومتر مربع  | هیئت-مدیر        | شهر   | ۱۹۰۷ |
| ۵۲   | برادنتون                     | ماناتی            | ۴۹٬۵۴۶       | ۳۷٫۴ کیلومتر مربع  | شهردار-شورای شهر | شهر   | ۱۹۰۳ |
| ۳۱۹  | برادنتون بیچ                 | ماناتی            | ۱٬۱۷۱        | ۲٫۸ کیلومتر مربع   | شهردار-هیئت      | شهر   | ۱۹۵۲ |
| ۳۴۹  | برانفورد                     | سوانی             | ۷۱۲          | ۲٫۱ کیلومتر مربع   | شهردار-شورای شهر | شهرک  | ۱۹۱۵ |
| ۳۶۱  | برینی بریزز                  | پام بیچ           | ۶۰۱          | ۰٫۳ کیلومتر مربع   | شهردار-شورای شهر | شهرک  | ۱۹۶۳ |
| ۳۲۹  | بریستول                      | لیبرتی            | ۹۹۶          | ۴٫۲ کیلومتر مربع   | شهردار-شورای شهر | شهر   | ۱۹۵۸ |
| ۳۲۵  | برانسون                      | لوی               | ۱٬۱۱۳        | ۱۰٫۴ کیلومتر مربع  | شهردار-شورای شهر | شهرک  | ۱۹۵۱ |
| ۳۸۴  | بروکر                        | بردفورد           | ۳۳۸          | ۱٫۴ کیلومتر مربع   | شهردار-شورای شهر | شهرک  | ۱۹۵۲ |
| ۱۷۷  | بروکس‌ویل، فلوریدا            | هرناندو           | ۷٬۷۱۹        | ۱۲٫۹ کیلومتر مربع  | شورای شهر-مدیر   | شهر   | ۱۸۵۶ |
| ۲۶۰  | بانل، فلوریدا                | فلگلر             | ۲٬۶۷۶        | ۱۲٫۱ کیلومتر مربع  | هیئت-مدیر        | شهر   | ۱۹۱۳ |
| ۲۶۹  | بوش‌نل، فلوریدا               | سامتر             | ۲٬۴۱۸        | ۶٫۱ کیلومتر مربع   | شورای شهر-مدیر   | شهر   | ۱۹۱۱ |
| ۳۲۳  | کلاهان                       | ناساو             | ۱٬۱۲۳        | ۳٫۴ کیلومتر مربع   | شورای شهر-مدیر   | شهرک  | ۱۹۱۱ |
| ۱۲۵  | کال‌اوی، فلوریدا              | بی                | ۱۴٬۴۰۵       | ۱۵٫۸ کیلومتر مربع  | هیئت-مدیر        | شهر   | ۱۹۹۶ |
| ۳۹۵  | کمپبلتون                     | جکسون             | ۲۳۰          | ۲٫۳ کیلومتر مربع   | شهردار-شورای شهر | شهرک  | ۱۹۲۵ |
| ۱۶۳  | کیپ کاناورال                 | بریوارد           | ۹٬۹۱۲        | ۶٫۰ کیلومتر مربع   | شورای شهر-مدیر   | شهر   | ۱۹۶۳ |
| ۱۱   | کیپ کورال                    | لی                | ۱۵۴٬۶۶۸      | ۳۱۰٫۸ کیلومتر مربع | شورای شهر-مدیر   | شهر   | ۱۹۷۰ |
| ۲۵۷  | کارابل                       | فرانکلین          | ۲٬۷۷۸        | ۱۲٫۵ کیلومتر مربع  | هیئت-مدیر        | شهر   | ۱۸۹۳ |
| ۳۷۶  | کری‌ویل                       | فرانکلین          | ۴۱۱          | ۸٫۱ کیلومتر مربع   | Council          | شهرک  | ۱۹۶۵ |
| ۸۸   | کسلبری                       | سمینول            | ۲۶٬۲۴۱       | ۱۸٫۴ کیلومتر مربع  | هیئت-مدیر        | شهر   | ۱۹۴۰ |
| ۳۵۱  | سیدار کی                     | لوی               | ۷۰۲          | ۵٫۳ کیلومتر مربع   | شهردار-هیئت      | شهر   | ۱۹۲۳ |
| ۳۳۰  | سنتر هیل                     | سامتر             | ۹۸۸          | ۴٫۵ کیلومتر مربع   | شهردار-شورای شهر | شهر   | ۱۹۲۵ |
| ۳۰۰  | سنچری                        | اسکامبیا          | ۱٬۶۹۸        | ۸٫۷ کیلومتر مربع   | شهردار-شورای شهر | شهرک  | ۱۹۴۵ |
| ۲۳۷  | چاتاهوچی                     | گدسن              | ۳٬۶۵۲        | ۱۴٫۶ کیلومتر مربع  | شورای شهر-مدیر   | شهر   | ۱۹۲۱ |
| ۲۷۴  | چیفلند                       | لوی               | ۲٬۲۴۵        | ۱۰٫۱ کیلومتر مربع  | هیئت-مدیر        | شهر   | ۱۹۱۳ |
| ۲۳۸  | چیپلی                        | واشنگتن           | ۳٬۶۰۵        | ۱۰٫۷ کیلومتر مربع  | شهردار-شورای شهر | شهر   | ۱۹۰۱ |
| ۳۸۱  | سینکو بایو                   | اوکالوسا          | ۳۸۳          | ۰٫۵ کیلومتر مربع   | شورای شهر-مدیر   | شهرک  | ۱۹۵۰ |
| ۱۶   | کلیرواتر                     | پاینلاس           | ۱۰۷٬۶۹۷      | ۹۷٫۷ کیلومتر مربع  | شورای شهر-مدیر   | شهر   | ۱۸۹۱ |
| ۸۴   | کلرمونت                      | لیک               | ۲۸٬۷۴۲       | ۲۹٫۷ کیلومتر مربع  | شورای شهر-مدیر   | شهر   | ۱۹۱۶ |
| ۱۸۱  | کلویستون                     | هندری             | ۷٬۱۵۵        | ۱۲٫۲ کیلومتر مربع  | هیئت-مدیر        | شهر   | ۱۹۲۵ |
| ۴۰۰  | کلاود لیک                    | پام بیچ           | ۱۴۷          | ۰٫۳ کیلومتر مربع   | شهردار-شورای شهر | شهرک  | ۱۹۴۸ |
| ۱۱۵  | کوکو                         | بریوارد           | ۱۷٬۱۴۰       | ۲۴٫۶ کیلومتر مربع  | هیئت-مدیر        | شهر   | ۱۸۹۵ |
| ۱۵۴  | کوکو بیچ                     | بریوارد           | ۱۱٬۲۳۱       | ۳۹ کیلومتر مربع    | هیئت-مدیر        | شهر   | ۱۹۲۵ |
| ۴۹   | کوکونات کریک                 | برووارد           | ۵۲٬۹۰۹       | ۳۰٫۵ کیلومتر مربع  | هیئت-مدیر        | شهر   | ۱۹۶۷ |
| ۳۵۰  | کلمن                         | سامتر             | ۷۰۳          | ۳٫۸ کیلومتر مربع   | شهردار-شورای شهر | شهر   | ۱۹۰۸ |
| ۸۵   | کوپر سیتی                    | برووارد           | ۲۸٬۵۴۷       | ۱۷٫۳ کیلومتر مربع  | هیئت-مدیر        | شهر   | ۱۹۵۹ |
| ۵۵   | کورال گیبلز                  | میامی-دید         | ۴۶٬۷۸۰       | ۹۶٫۲ کیلومتر مربع  | هیئت-مدیر        | شهر   | ۱۹۲۵ |
| ۱۵   | کورال اسپرینگز               | برووارد           | ۱۲۱٬۴۹۲      | ۶۲ کیلومتر مربع    | هیئت-مدیر        | شهر   | ۱۹۶۳ |
| ۳۳۲  | کاتوندیل                     | جکسون             | ۹۳۳          | ۴٫۴ کیلومتر مربع   | شهردار-هیئت      | شهر   | ۱۹۰۵ |
| ۳۰۳  | کرسنت سیتی                   | پوتنام            | ۱٬۵۷۷        | ۵٫۵ کیلومتر مربع   | هیئت-مدیر        | شهر   | ۱۸۸۳ |
| ۹۹   | کرست‌ویو                      | اوکالوسا          | ۲۰٬۹۷۸       | ۳۳٫۲ کیلومتر مربع  | شهردار-شورای شهر | شهر   | ۱۹۱۶ |
| ۲۹۸  | کراس سیتی                    | دیکسی             | ۱٬۷۲۸        | ۴٫۹ کیلومتر مربع   | شورای شهر-مدیر   | شهرک  | ۱۹۲۴ |
| ۲۴۴  | کریستال ریور                 | سیتروس            | ۳٬۱۰۸        | ۱۶٫۳ کیلومتر مربع  | شورای شهر-مدیر   | شهر   | ۱۹۰۳ |
| ۶۴   | کاتلر بی                     | میامی-دید         | ۴۰٬۲۸۶       | ۱۲٫۶ کیلومتر مربع  | هیئت-مدیر        | شهرک  | ۲۰۰۵ |
| ۱۹۱  | دید سیتی                     | پسکو              | ۶٬۴۳۷        | ۸٫۸ کیلومتر مربع   | هیئت-مدیر        | شهر   | ۱۸۸۹ |
| ۸۲   | دانیا بیچ                    | برووارد           | ۲۹٬۶۳۹       | ۱۶٫۳ کیلومتر مربع  | هیئت-مدیر        | شهر   | ۱۹۰۴ |
| ۲۵۴  | دون‌پورت                      | پولک              | ۲٬۸۸۸        | ۴٫۲ کیلومتر مربع   | هیئت-مدیر        | شهر   | ۱۹۱۵ |
| ۲۲   | دیوی                         | برووارد           | ۹۱٬۹۹۲       | ۸۸٫۵ کیلومتر مربع  | هیئت-مدیر        | شهرک  | ۱۹۲۵ |
| ۳۶   | دیتونا بیچ                   | ولوسیا            | ۶۱٬۰۰۵       | ۱۶۸٫۲ کیلومتر مربع | هیئت-مدیر        | شهر   | ۱۸۷۶ |
| ۲۲۶  | دیتونا بیچ شورز              | ولوسیا            | ۴٬۲۴۷        | ۲٫۴ کیلومتر مربع   | شورای شهر-مدیر   | شهر   | ۱۹۶۰ |
| ۱۰۷  | دوباری                       | ولوسیا            | ۱۹٬۳۲۰       | ۵۵٫۵ کیلومتر مربع  | شورای شهر-مدیر   | شهر   | ۱۹۹۳ |
| ۳۱   | دیرفیلد بیچ                  | برووارد           | ۷۵٬۰۱۸       | ۳۸٫۷ کیلومتر مربع  | هیئت-مدیر        | شهر   | ۱۹۲۵ |
| ۲۱۱  | دوفونیاک اسپرینگز            | والتون            | ۵٬۱۷۷        | ۲۹٫۱ کیلومتر مربع  | شورای شهر-مدیر   | شهر   | ۱۹۰۱ |
| ۸۷   | دولند                        | ولوسیا            | ۲۷٬۰۳۱       | ۴۱٫۶ کیلومتر مربع  | شورای شهر-مدیر   | شهر   | ۱۸۸۲ |
| ۳۷   | دلری بیچ                     | پام بیچ           | ۶۰٬۵۲۲       | ۴۱٫۲ کیلومتر مربع  | هیئت-مدیر        | شهر   | ۱۹۱۱ |
| ۲۴   | دلتونا                       | ولوسیا            | ۸۵٬۱۸۲       | ۱۰۶٫۴ کیلومتر مربع | هیئت-مدیر        | شهر   | ۱۹۹۵ |
| ۱۴۴  | دستین                        | اوکالوسا          | ۱۲٬۳۰۵       | ۲۱٫۲ کیلومتر مربع  | شورای شهر-مدیر   | شهر   | ۱۹۸۴ |
| ۵۶   | دورال                        | میامی-دید         | ۴۵٬۷۰۴       | ۳۵٫۳ کیلومتر مربع  | شورای شهر-مدیر   | شهر   | ۲۰۰۳ |
| ۲۳۶  | داندی                        | پولک              | ۳٬۷۱۷        | ۱۱٫۲ کیلومتر مربع  | شورای شهر-مدیر   | شهرک  | ۱۹۲۵ |
| ۷۱   | داندین                       | پاینلاس           | ۳۵٬۳۲۱       | ۷۳٫۱ کیلومتر مربع  | هیئت-مدیر        | شهر   | ۱۸۹۹ |
| ۲۹۷  | دانلون                       | ماریون            | ۱٬۷۳۳        | ۱۹٫۳ کیلومتر مربع  | شورای شهر-مدیر   | شهر   | ۱۸۹۱ |
| ۲۷۳  | ایگل لیک                     | پولک              | ۲٬۲۵۵        | ۳٫۷ کیلومتر مربع   | هیئت-مدیر        | شهر   | ۱۹۲۱ |
| ۲۷۹  | ایتون‌ویل                     | اورنج             | ۲٬۱۵۹        | ۲٫۹ کیلومتر مربع   | شهردار-شورای شهر | شهرک  | ۱۸۸۷ |
| ۳۸۹  | ابرو                         | واشنگتن           | ۲۷۰          | ۸٫۳ کیلومتر مربع   | شهردار-شورای شهر | شهرک  | ۱۹۶۷ |
| ۱۰۱  | اجواتر                       | ولوسیا            | ۲۰٬۷۵۰       | ۲۶٫۸ کیلومتر مربع  | شورای شهر-مدیر   | شهر   | ۱۹۲۴ |
| ۲۶۷  | اجوود                        | اورنج             | ۲٬۵۰۳        | ۳٫۸ کیلومتر مربع   | شهردار-شورای شهر | شهر   | ۱۹۶۹ |
| ۲۷۱  | ال پورتال                    | میامی-دید         | ۲٬۳۲۵        | ۱٫۱ کیلومتر مربع   | شورای شهر-مدیر   | روستا | ۱۹۳۷ |
| ۳۸۲  | استو                         | هلمز              | ۳۶۴          | ۶٫۱ کیلومتر مربع   | Council          | شهر   | ۱۸۸۳ |
| ۱۰۹  | اوستیس                       | لیک               | ۱۸٬۵۵۸       | ۲۴٫۹ کیلومتر مربع  | شورای شهر-مدیر   | شهر   | ۱۸۸۳ |
| ۳۷۸  | اورگلیدز سیتی                | کولیر             | ۴۰۰          | ۳٫۱ کیلومتر مربع   | شهردار-شورای شهر | شهر   | ۱۹۵۳ |
| ۳۴۶  | فنینگ اسپرینگز               | گیل‌کرایست لوی     | ۷۶۴          | ۹٫۶ کیلومتر مربع   | شهردار-شورای شهر | شهر   | ۱۹۶۵ |
| ۲۱۰  | فلس‌مر                        | ایندین ریور       | ۵٬۱۹۷        | ۱۴٫۰ کیلومتر مربع  | شورای شهر-مدیر   | شهر   | ۱۹۱۱ |
| ۱۵۲  | فرناندینا بیچ                | ناساو             | ۱۱٬۴۸۷       | ۲۷٫۸ کیلومتر مربع  | هیئت-مدیر        | شهر   | ۱۸۲۵ |
| ۲۲۲  | فلگلر بیچ                    | فلگلر             | ۴٬۴۸۴        | ۱۰٫۶ کیلومتر مربع  | هیئت-مدیر        | شهر   | ۱۹۲۵ |
| ۱۵۳  | فلوریدا سیتی                 | میامی-دید         | ۱۱٬۲۴۵       | ۱۸٫۳ کیلومتر مربع  | شهردار-هیئت      | شهر   | ۱۹۱۴ |
| ۸    | فورت لادردیل، فلوریدا        | برووارد           | ۱۶۶٬۰۳۹      | ۹۳٫۳ کیلومتر مربع  | هیئت-مدیر        | شهر   | ۱۹۱۱ |
| ۲۰۶  | فورت مید                     | پولک              | ۵٬۶۲۶        | ۱۳٫۰ کیلومتر مربع  | هیئت-مدیر        | شهر   | ۱۸۸۵ |
| ۳۵   | فورت مایرز                   | لی                | ۶۲٬۲۹۸       | ۱۰۴٫۷ کیلومتر مربع | شورای شهر-مدیر   | شهر   | ۱۸۸۶ |
| ۱۹۳  | فورت مایرز بیچ               | لی                | ۶٬۲۷۷        | ۱۵٫۹ کیلومتر مربع  | شورای شهر-مدیر   | شهرک  | ۱۹۹۵ |
| ۵۹   | فورت پیرس                    | سنت لوسی          | ۴۱٬۵۹۰       | ۵۳٫۸ کیلومتر مربع  | هیئت-مدیر        | شهر   | ۱۹۰۱ |
| ۱۰۶  | فورت والتون بیچ              | اوکالوسا          | ۱۹٬۵۰۷       | ۲۱٫۳ کیلومتر مربع  | شورای شهر-مدیر   | شهر   | ۱۹۴۱ |
| ۳۶۶  | فورت وایت                    | کلمبیا            | ۵۶۷          | ۶ کیلومتر مربع     | شهردار-شورای شهر | شهرک  | ۱۸۸۴ |
| ۲۹۵  | فریپورت                      | والتون            | ۱٬۷۸۷        | ۲۸٫۰ کیلومتر مربع  | شهردار-شورای شهر | شهر   | ۱۹۶۳ |
| ۲۵۰  | فراست‌پروف                    | پولک              | ۲٬۹۹۲        | ۶٫۴ کیلومتر مربع   | شورای شهر-مدیر   | شهر   | ۱۹۲۱ |
| ۲۲۶  | فروتلند پارک                 | لیک               | ۴٬۰۷۸        | ۹٫۵ کیلومتر مربع   | هیئت-مدیر        | شهر   | ۱۹۲۷ |
| ۱۳   | گینس‌ویل                      | آلاچوا            | ۱۲۴٬۴۳۳      | ۱۲۷٫۲ کیلومتر مربع | هیئت-مدیر        | شهر   | ۱۸۶۹ |
| ۳۹۶  | گلن ریج                      | پام بیچ           | ۲۱۹          | ۰٫۷ کیلومتر مربع   | شورای شهر-مدیر   | شهرک  | ۱۹۴۷ |
| ۳۳۳  | گلدن بیچ                     | میامی-دید         | ۹۱۹          | ۱٫۰ کیلومتر مربع   | شورای شهر-مدیر   | شهرک  | ۱۹۲۹ |
| ۳۹۲  | گلف                          | پام بیچ           | ۲۵۲          | ۲٫۲ کیلومتر مربع   | شورای شهر-مدیر   | روستا | ۱۹۵۷ |
| ۲۷۲  | گریس‌ویل                      | جکسون             | ۲٬۲۷۸        | ۱۱٫۴ کیلومتر مربع  | هیئت-مدیر        | شهر   | ۱۹۰۲ |
| ۳۳۶  | گرند ریج                     | جکسون             | ۸۹۲          | ۵٫۸ کیلومتر مربع   | شورای شهر-مدیر   | شهرک  | ۱۹۵۱ |
| ۲۳۳  | گرنت-والکاریا                | بریوارد           | ۳٬۸۵۰        | ۲٫۷ کیلومتر مربع   | شهردار-شورای شهر | شهرک  | ۲۰۰۶ |
| ۱۸۶  | گرین کوو اسپرینگز            | کلی               | ۶٬۹۰۸        | ۲۴٫۵ کیلومتر مربع  | شورای شهر-مدیر   | شهر   | ۱۸۷۴ |
| ۶۶   | گرین‌اکرز                     | پام بیچ           | ۳۷٬۵۷۳       | ۱۲٫۱ کیلومتر مربع  | هیئت-مدیر        | شهر   | ۱۹۲۶ |
| ۳۶۰  | گرینزبورو                    | گدسن              | ۶۰۲          | ۲٫۶ کیلومتر مربع   | شهردار-شورای شهر | شهرک  | ۱۹۱۱ |
| ۳۳۹  | گرین‌ویل                      | مدیسون            | ۸۴۳          | ۳٫۴ کیلومتر مربع   | شهردار-شورای شهر | شهرک  | ۱۹۰۷ |
| ۳۵۳  | گرینوود                      | جکسون             | ۶۸۶          | ۱۲٫۴ کیلومتر مربع  | شهردار-شورای شهر | شهرک  | ۱۹۲۷ |
| ۳۱۲  | گرتنا                        | گدسن              | ۱٬۴۶۰        | ۴٫۹ کیلومتر مربع   | هیئت-مدیر        | شهر   | ۱۹۰۸ |
| ۱۷۲  | گروولند                      | لیک               | ۸٬۷۲۹        | ۷٫۸ کیلومتر مربع   | شورای شهر-مدیر   | شهر   | ۱۹۲۲ |
| ۲۰۱  | گالف بریز                    | سانتا روزا        | ۵٬۷۶۳        | ۶۱٫۰ کیلومتر مربع  | شورای شهر-مدیر   | شهر   | ۱۹۶۱ |
| ۳۴۳  | گالف استریم                  | پام بیچ           | ۷۸۶          | ۲٫۲ کیلومتر مربع   | هیئت-مدیر        | شهرک  | ۱۹۲۵ |
| ۱۴۶  | گالف‌پورت                     | پاینلاس           | ۱۲٬۰۲۹       | ۹٫۹ کیلومتر مربع   | شورای شهر-مدیر   | شهر   | ۱۹۱۰ |
| ۱۰۳  | هینز سیتی                    | پولک              | ۲۰٬۵۳۵       | ۲۳٫۲ کیلومتر مربع  | شورای شهر-مدیر   | شهر   | ۱۹۱۴ |
| ۶۷   | هالاندیل بیچ                 | برووارد           | ۳۷٬۱۱۳       | ۱۱٫۸ کیلومتر مربع  | هیئت-مدیر        | شهر   | ۱۹۲۷ |
| ۲۸۷  | همپتون                       | بردفورد           | ۱٬۹۳۵        | ۲٫۷ کیلومتر مربع   | شهردار-شورای شهر | شهر   | ۱۸۷۰ |
| ۳۶۵  | هستینگز                      | سنت جانز          | ۵۸۰          | ۱٫۷ کیلومتر مربع   | شورای شهر-مدیر   | شهرک  | ۱۹۰۹ |
| ۲۹۲  | هاوانا، فلوریدا              | گدسن              | ۱٬۸۱۱        | ۴٫۸ کیلومتر مربع   | شورای شهر-مدیر   | شهرک  | ۱۹۰۷ |
| ۲۹۱  | هاورهیل، فلوریدا             | پام بیچ           | ۱٬۸۷۳        | ۱٫۵ کیلومتر مربع   | شورای شهر-مدیر   | شهرک  | ۱۹۵۰ |
| ۳۱۵  | هاوثورن، فلوریدا             | آلاچوا            | ۱٬۴۱۷        | ۱۲٫۴ کیلومتر مربع  | هیئت-مدیر        | شهر   | ۱۸۸۱ |
| ۶    | هیالیا، فلوریدا              | میامی-دید         | ۲۲۵٬۴۶۱      | ۵۱٫۵ کیلومتر مربع  | شهردار-شورای شهر | شهر   | ۱۹۲۵ |
| ۹۷   | هیالیا گاردنز، فلوریدا       | میامی-دید         | ۲۱٬۷۴۴       | ۶٫۵ کیلومتر مربع   | شهردار-شورای شهر | شهر   | ۱۹۴۸ |
| ۲۰۹  | های اسپرینگز، فلوریدا        | آلاچوا            | ۵٬۳۵۰        | ۴۷٫۹ کیلومتر مربع  | هیئت-مدیر        | شهر   | ۱۸۹۲ |
| ۲۲۹  | هایلند بیچ، فلوریدا          | پام بیچ           | ۳٬۹۸۸        | ۲٫۹ کیلومتر مربع   | هیئت-مدیر        | شهرک  | ۱۹۴۹ |
| ۳۹۰  | هایلند پارک، فلوریدا         | پولک              | ۲۵۸          | ۱٫۹ کیلومتر مربع   | شهردار-هیئت      | روستا | ۱۹۲۷ |
| ۳۸۸  | هیلکرست هایتس، فلوریدا       | پولک              | ۲۸۰          | ۰٫۵ کیلومتر مربع   | شهردار-هیئت      | شهرک  | ۱۹۲۳ |
| ۲۵۱  | هیلیارد، فلوریدا             | ناساو             | ۲٬۹۳۹        | ۱۴٫۲ کیلومتر مربع  | شهردار-شورای شهر | شهرک  | ۱۹۴۷ |
| ۲۹۰  | هیلسبورو بیچ، فلوریدا        | برووارد           | ۱٬۸۷۵        | ۴٫۲ کیلومتر مربع   | شهردار-هیئت      | شهرک  | ۱۹۳۹ |
| ۱۴۹  | هولی هیل، فلوریدا            | ولوسیا            | ۱۱٬۶۵۹       | ۱۱٫۷ کیلومتر مربع  | هیئت-مدیر        | شهر   | ۱۹۰۱ |
| ۱۲   | هالیوود، فلوریدا             | برووارد           | ۱۴۱٬۲۰۲      | ۷۹٫۸ کیلومتر مربع  | هیئت-مدیر        | شهر   | ۱۹۲۵ |
| ۲۳۴  | هلمز بیچ، فلوریدا            | ماناتی            | ۳٬۸۳۶        | ۴٫۵ کیلومتر مربع   | شهردار-هیئت      | شهر   | ۱۹۵۰ |
| ۳۸   | هومستد، فلوریدا              | میامی-دید         | ۶۰٬۵۱۲       | ۳۷٫۲ کیلومتر مربع  | شورای شهر-مدیر   | شهر   | ۱۹۱۳ |
| ۳۹۹  | هورسشو بیچ، فلوریدا          | دیکسی             | ۱۸۰          | ۰٫۶ کیلومتر مربع   | شهردار-شورای شهر | شهرک  | ۱۹۶۳ |
| ۳۲۶  | هاوی-این-د-هیلز، فلوریدا     | لیک               | ۱٬۰۹۸        | ۴٫۸ کیلومتر مربع   | شهردار-شورای شهر | شهرک  | ۱۹۲۵ |
| ۲۶۳  | هیپولوکسو، فلوریدا           | پام بیچ           | ۲٬۵۹۱        | ۲٫۱ کیلومتر مربع   | شهردار-شورای شهر | شهرک  | ۱۹۵۵ |
| ۲۴۹  | ایندیالانتیک، فلوریدا        | بریوارد           | ۳٬۰۰۳        | ۳٫۲ کیلومتر مربع   | شورای شهر-مدیر   | شهرک  | ۱۹۵۲ |
| ۴۰۴  | ایندین کریک، فلوریدا         | میامی-دید         | ۸۶           | ۱٫۲ کیلومتر مربع   | شورای شهر-مدیر   | روستا | ۱۹۳۹ |
| ۱۷۵  | ایندین هاربر بیچ، فلوریدا    | بریوارد           | ۸٬۲۲۵        | ۶٫۸ کیلومتر مربع   | شورای شهر-مدیر   | شهر   | ۱۹۵۵ |
| ۲۳۰  | ایندین ریور شورز، فلوریدا    | ایندین ریور       | ۳٬۹۰۱        | ۱۸٫۵ کیلومتر مربع  | شورای شهر-مدیر   | شهرک  | ۱۹۵۳ |
| ۲۲۷  | ایندین راکس بیچ، فلوریدا     | پاینلاس           | ۴٬۱۱۳        | ۳٫۶ کیلومتر مربع   | هیئت-مدیر        | شهر   | ۱۹۵۶ |
| ۲۹۶  | ایندین شورز، فلوریدا         | پاینلاس           | ۱٬۷۶۸        | ۲٫۵ کیلومتر مربع   | شهردار-شورای شهر | شهرک  | ۱۹۴۹ |
| ۳۰۲  | اینگلیس، فلوریدا             | لوی               | ۱٬۶۶۱        | ۹٫۵ کیلومتر مربع   | شهردار-هیئت      | شهرک  | ۱۹۵۶ |
| ۳۰۶  | اینترلچن، فلوریدا            | پوتنام            | ۱٬۵۵۹        | ۱۶٫۷ کیلومتر مربع  | شهردار-شورای شهر | شهرک  | ۱۸۸۸ |
| ۱۸۰  | اینورنس، فلوریدا             | سیتروس            | ۷٬۲۱۰        | ۲۱٫۰ کیلومتر مربع  | شورای شهر-مدیر   | شهر   | ۱۹۱۹ |
| ۱۹۵  | ایسلامورادا، فلوریدا         | مونرو             | ۶٬۱۱۹        | ۱۸٫۸ کیلومتر مربع  | شورای شهر-مدیر   | روستا | ۱۹۹۷ |
| ۴۰۷  | ایسلاندیا، فلوریدا           | میامی-دید         | ۱۸           | ۱۷۱٫۹ کیلومتر مربع | None             | شهر   | ۱۹۶۰ |
| ۱    | جکسون‌ویل                     | دووال             | ۸۲۳٬۳۱۶      | ۲٬۲۹۲ کیلومتر مربع | شهردار-شورای شهر | شهر   | ۱۸۳۲ |
| ۹۸   | جکسون‌ویل بیچ، فلوریدا        | دووال             | ۲۱٬۳۶۲       | ۵۶٫۹ کیلومتر مربع  | شورای شهر-مدیر   | شهر   | ۱۹۰۷ |
| ۳۹۳  | جیکاب سیتی، فلوریدا          | جکسون             | ۲۵۰          | ۸٫۳ کیلومتر مربع   | شورای شهر-مدیر   | شهر   | ۱۹۸۳ |
| ۱۶۷  | جسپر، فلوریدا                | همیلتون           | ۹٬۱۰۲        | ۵٫۱ کیلومتر مربع   | شورای شهر-مدیر   | شهر   | ۱۸۵۸ |
| ۳۶۹  | جی، فلوریدا                  | سانتا روزا        | ۵۳۳          | ۴٫۱ کیلومتر مربع   | شهردار-شورای شهر | شهرک  | ۱۹۳۹ |
| ۳۳۷  | جنینگز، فلوریدا              | همیلتون           | ۸۷۸          | ۴٫۷ کیلومتر مربع   | شورای شهر-مدیر   | شهرک  | ۱۹۰۰ |
| ۲۴۲  | جونو بیچ، فلوریدا            | پام بیچ           | ۳٬۱۷۶        | ۴٫۸ کیلومتر مربع   | شورای شهر-مدیر   | شهرک  | ۱۹۵۳ |
| ۴۵   | جوپیتر                       | پام بیچ           | ۵۵٬۱۵۶       | ۵۴٫۷ کیلومتر مربع  | شورای شهر-مدیر   | شهرک  | ۱۹۲۵ |
| ۳۷۸  | جوپیتر اینلت کالونی، فلوریدا | پام بیچ           | ۴۰۰          | ۰٫۶ کیلومتر مربع   | شهردار-هیئت      | شهرک  | ۱۹۵۹ |
| ۳۴۱  | جوپیتر آیلند، فلوریدا        | مارتین            | ۸۱۷          | ۹٫۳ کیلومتر مربع   | هیئت-مدیر        | شهرک  | ۱۹۵۳ |
| ۲۲۳  | کنت سیتی، فلوریدا            | پاینلاس           | ۴٬۳۴۷        | ۱٫۹ کیلومتر مربع   | شهردار-شورای شهر | شهرک  | ۱۹۵۷ |
| ۱۴۳  | کی بیسکین، فلوریدا           | میامی-دید         | ۱۲٬۳۴۴       | ۳٫۶ کیلومتر مربع   | شورای شهر-مدیر   | روستا | ۱۹۹۱ |
| ۳۴۲  | کی کالونی بیچ، فلوریدا       | مونرو             | ۷۹۷          | ۱٫۷ کیلومتر مربع   | شهردار-هیئت      | شهر   | ۱۹۵۷ |
| ۹۰   | کی وست، فلوریدا              | مونرو             | ۲۴٬۶۴۹       | ۱۹٫۲ کیلومتر مربع  | هیئت-مدیر        | شهر   | ۱۸۲۸ |
| ۳۰۸  | کی‌استون هایتس، فلوریدا       | بردفورد کلی       | ۱٬۵۱۷        | ۱۲٫۰ کیلومتر مربع  | شورای شهر-مدیر   | شهر   | ۱۹۲۵ |
| ۴۰   | کیسیمی                       | اوسئولا، فلوریدا  | ۵۹٬۶۸۲       | ۴۴٫۸ کیلومتر مربع  | شورای شهر-مدیر   | شهر   | ۱۸۸۳ |
| ۲۱۹  | لابل، فلوریدا                | هندری             | ۴٬۶۴۰        | ۹٫۲ کیلومتر مربع   | شهردار-هیئت      | شهر   | ۱۹۲۵ |
| ۲۸۸  | لا کروس، فلوریدا             | آلاچوا            | ۱٬۸۹۷        | ۳٫۵ کیلومتر مربع   | شهردار-شورای شهر | شهرک  | ۱۹۵۷ |
| ۱۲۸  | لیدی لیک، فلوریدا            | لیک               | ۱۳٬۹۲۶       | ۱۷٫۴ کیلومتر مربع  | هیئت-مدیر        | شهرک  | ۱۸۸۳ |
| ۲۱۴  | لیک الفرد، فلوریدا           | پولک              | ۵٬۰۱۵        | ۲۲٫۲ کیلومتر مربع  | هیئت-مدیر        | شهر   | ۱۹۱۸ |
| ۴۱۰  | لیک بوئنا ویستا، فلوریدا     | اورنج             | ۱۰           | ۱۲٫۷ کیلومتر مربع  | شورای شهر-مدیر   | شهر   | ۱۹۶۷ |
| ۲۷۷  | لیک باتلر، فلوریدا           | یونیون            | ۲٬۱۹۰        | ۴٫۸ کیلومتر مربع   | هیئت-مدیر        | شهر   | ۱۸۹۳ |
| ۱۴۵  | لیک سیتی، فلوریدا            | کلمبیا            | ۱۲٬۰۴۶       | ۲۸٫۷ کیلومتر مربع  | شورای شهر-مدیر   | شهر   | ۱۸۵۹ |
| ۲۴۰  | لیک کلارک شورز، فلوریدا      | پام بیچ           | ۳٬۳۷۶        | ۲٫۷ کیلومتر مربع   | شهردار-شورای شهر | شهرک  | ۱۹۵۷ |
| ۳۱۸  | لیک همیلتون، فلوریدا         | پولک              | ۱٬۲۳۱        | ۱۰٫۲ کیلومتر مربع  | شهردار-شورای شهر | شهرک  | ۱۹۲۵ |
| ۲۵۳  | لیک هلن، فلوریدا             | ولوسیا            | ۲٬۹۰۸        | ۱۱٫۲ کیلومتر مربع  | شهردار-هیئت      | شهر   | ۱۸۸۸ |
| ۱۲۹  | لیک مری، فلوریدا             | سمینول            | ۱۳٬۸۲۲       | ۲۵٫۰ کیلومتر مربع  | هیئت-مدیر        | شهر   | ۱۹۷۳ |
| ۱۷۶  | لیک پارک، فلوریدا            | پام بیچ           | ۸٬۱۵۵        | ۶٫۱ کیلومتر مربع   | هیئت-مدیر        | شهرک  | ۱۹۲۱ |
| ۲۷۶  | لیک پلسید، فلوریدا           | هایلندز           | ۲٬۲۲۳        | ۷٫۴ کیلومتر مربع   | شهردار-شورای شهر | شهرک  | ۱۹۲۷ |
| ۱۲۶  | لیک ویلز، فلوریدا            | پولک              | ۱۴٬۲۲۵       | ۳۶٫۳ کیلومتر مربع  | هیئت-مدیر        | شهر   | ۱۹۱۷ |
| ۷۳   | لیک ورث، فلوریدا             | پام بیچ           | ۳۴٬۹۱۰       | ۱۶٫۷ کیلومتر مربع  | هیئت-مدیر        | شهر   | ۱۹۱۲ |
| ۲۱   | لیک‌لند، فلوریدا              | پولک              | ۹۷٬۵۳۰       | ۱۹۲٫۷ کیلومتر مربع | هیئت-مدیر        | شهر   | ۱۸۸۵ |
| ۱۵۹  | لانتانا                      | پالم بیچ، فلوریدا | ۱۰٬۴۲۳       | ۷٫۵ کیلومتر مربع   | شورای شهر-مدیر   | شهرک  | ۱۹۲۱ |
| ۲۸   | لارگو، فلوریدا               | پاینلاس           | ۷۷٬۶۴۸       | ۴۱٫۸ کیلومتر مربع  | هیئت-مدیر        | شهر   | ۱۹۰۵ |
| ۸۰   | لودردیل لیکس، فلوریدا        | برووارد           | ۳۲٬۵۹۳       | ۹٫۴ کیلومتر مربع   | هیئت-مدیر        | شهر   | ۱۹۶۱ |
| ۱۹۸  | لودردیل-بای-د-سی، فلوریدا    | برووارد           | ۶٬۰۵۶        | ۳٫۲ کیلومتر مربع   | هیئت-مدیر        | شهرک  | ۱۹۲۴ |
| ۳۳   | لودرهیل، فلوریدا             | برووارد           | ۶۶٬۸۸۷       | ۱۹٫۰ کیلومتر مربع  | هیئت-مدیر        | شهر   | ۱۹۵۹ |
| ۳۶۷  | لورل هیل، فلوریدا            | اوکالوسا          | ۵۳۷          | ۸٫۱ کیلومتر مربع   | شهردار-شورای شهر | شهر   | ۱۹۰۵ |
| ۳۳۸  | لاوتی، فلوریدا               | بردفورد           | ۸۵۳          | ۳٫۶ کیلومتر مربع   | شهردار-شورای شهر | شهر   | ۱۹۰۵ |
| ۳۹۸  | لیتون، فلوریدا               | مونرو             | ۱۸۴          | ۰٫۷ کیلومتر مربع   | شهردار-شورای شهر | شهر   | ۱۹۶۳ |
| ۴۰۶  | لیزی لیک، فلوریدا            | برووارد           | ۲۴           | ۰٫۱ کیلومتر مربع   | شهردار-شورای شهر | روستا | ۱۹۵۳ |
| ۳۸۳  | لی، فلوریدا                  | مدیسون            | ۳۵۲          | ۳٫۲ کیلومتر مربع   | شورای شهر-مدیر   | شهرک  | ۱۹۰۹ |
| ۱۰۴  | لیسبرگ                       | لیک               | ۲۰٬۱۱۷       | ۶۳٫۳ کیلومتر مربع  | هیئت-مدیر        | شهر   | ۱۸۷۵ |
| ۱۶۱  | لایتهاوس پوینت، فلوریدا      | برووارد           | ۱۰٬۳۴۴       | ۶٫۲ کیلومتر مربع   | شهردار-هیئت      | شهر   | ۱۹۵۶ |
| ۱۸۸  | لایو اوک                     | سوانی             | ۶٬۸۵۰        | ۲۹٫۵ کیلومتر مربع  | شهردار-شورای شهر | شهر   | ۱۸۷۸ |
| ۱۸۷  | لانگبوت کی، فلوریدا          | ماناتی ساراسوتا   | ۶٬۸۸۸        | ۴۴٫۲ کیلومتر مربع  | هیئت-مدیر        | شهرک  | ۱۹۵۵ |
| ۱۳۱  | لانگ‌وود، فلوریدا             | سمینول            | ۱۳٬۶۵۷       | ۱۴٫۵ کیلومتر مربع  | شهردار-هیئت      | شهر   | ۱۸۷۵ |
| ۲۴۱  | لوکساهاتچی گرووز، فلوریدا    | پام بیچ           | ۳٬۱۸۰        | ۳۲٫۴ کیلومتر مربع  | شورای شهر-مدیر   | شهرک  | ۲۰۰۶ |
| ۱۱۰  | لین هیون، فلوریدا            | بی                | ۱۸٬۴۹۳       | ۲۴٫۷ کیلومتر مربع  | هیئت-مدیر        | شهر   | ۱۹۱۳ |
| ۱۹۲  | مک‌کلنی                       | بیکر              | ۶٬۳۷۴        | ۸٫۵ کیلومتر مربع   | هیئت-مدیر        | شهر   | ۱۹۳۹ |
| ۲۲۵  | مادیرا بیچ                   | پاینلاس           | ۴٬۲۶۳        | ۸٫۵ کیلومتر مربع   | هیئت-مدیر        | شهر   | ۱۹۴۷ |
| ۲۵۵  | مدیسون                       | مدیسون            | ۲٬۸۴۳        | ۶٫۷ کیلومتر مربع   | هیئت-مدیر        | شهر   | ۱۹۴۵ |
| ۱۲۱  | میت‌لند                       | اورنج             | ۱۵٬۷۵۱       | ۱۴٫۷ کیلومتر مربع  | شورای شهر-مدیر   | شهر   | ۱۹۵۹ |
| ۲۵۹  | مالابار                      | بریوارد           | ۲٬۷۵۷        | ۳۴٫۲ کیلومتر مربع  | شهردار-شورای شهر | شهرک  | ۱۹۶۲ |
| ۲۸۱  | مالون                        | جکسون             | ۲٬۰۸۸        | ۸٫۱ کیلومتر مربع   | شهردار-شورای شهر | شهرک  | ۱۹۱۱ |
| ۳۷۷  | مانالپان                     | پام بیچ           | ۴۰۶          | ۶٫۳ کیلومتر مربع   | هیئت-مدیر        | شهرک  | ۱۹۳۱ |
| ۲۸۹  | مانگونیا پارک                | پام بیچ           | ۱٬۸۸۸        | ۱٫۸ کیلومتر مربع   | شورای شهر-مدیر   | شهرک  | ۱۹۴۷ |
| ۱۷۴  | ماراتون                      | مونرو             | ۸٬۲۹۷        | ۲۵٫۰ کیلومتر مربع  | شورای شهر-مدیر   | شهر   | ۱۹۹۹ |
| ۱۲۰  | مارکو آیلند                  | کولیر             | ۱۶٬۴۱۳       | ۴۴٫۳ کیلومتر مربع  | شورای شهر-مدیر   | شهر   | ۱۹۹۷ |
| ۴۸   | مارگیت                       | برووارد           | ۵۳٬۲۸۴       | ۲۳٫۳ کیلومتر مربع  | هیئت-مدیر        | شهر   | ۱۹۵۵ |
| ۱۹۷  | ماریانا                      | جکسون             | ۶٬۱۰۲        | ۲۰٫۹ کیلومتر مربع  | هیئت-مدیر        | شهر   | ۱۸۲۵ |
| ۴۰۸  | مرین‌لند                      | فلگلر سنت جانز    | ۱۶           | ۰٫۸ کیلومتر مربع   | هیئت-مدیر        | شهرک  | ۱۹۴۰ |
| ۲۳۲  | مری استر                     | اوکالوسا          | ۳٬۸۵۱        | ۴٫۰ کیلومتر مربع   | شورای شهر-مدیر   | شهر   | ۱۹۴۶ |
| ۲۱۲  | مسکوت                        | لیک               | ۵٬۱۰۱        | ۷٫۳ کیلومتر مربع   | شورای شهر-مدیر   | شهر   | ۱۹۲۵ |
| ۳۱۷  | مایو                         | لافایت            | ۱٬۲۳۷        | ۲٫۱ کیلومتر مربع   | شهردار-شورای شهر | شهرک  | ۱۹۰۳ |
| ۳۷۴  | مکینتاش                      | ماریون            | ۴۵۲          | ۱٫۸ کیلومتر مربع   | شورای شهر-مدیر   | شهرک  | ۱۹۱۳ |
| ۳۴۰  | مدلی                         | میامی-دید         | ۸۳۸          | ۱۱٫۱ کیلومتر مربع  | شهردار-شورای شهر | شهرک  | ۱۹۴۹ |
| ۲۹   | ملبورن                       | بریوارد           | ۷۶٬۰۶۸       | ۹۱٫۹ کیلومتر مربع  | شورای شهر-مدیر   | شهر   | ۱۸۸۸ |
| ۲۴۵  | ملبورن بیچ                   | بریوارد           | ۳٬۱۰۱        | ۳٫۴ کیلومتر مربع   | هیئت-مدیر        | شهرک  | ۱۹۲۳ |
| ۳۵۵  | ملبورن ویلج                  | بریوارد           | ۶۶۲          | ۱٫۵ کیلومتر مربع   | شهردار-هیئت      | شهرک  | ۱۹۵۷ |
| ۳۲۷  | مکزیکو بیچ                   | بی                | ۱٬۰۷۲        | ۳٫۴ کیلومتر مربع   | شورای شهر-مدیر   | شهر   | ۱۹۶۷ |
| ۲    | میامی                        | میامی-دید         | ۴۰۰٬۸۹۲      | ۱۴۳٫۳ کیلومتر مربع | شهردار-هیئت      | شهر   | ۱۸۹۶ |
| ۲۳   | میامی                        | میامی-دید         | ۸۸٬۱۱۰       | ۴۸٫۵ کیلومتر مربع  | هیئت-مدیر        | شهر   | ۱۹۱۵ |
| ۱۷   | میامی گاردنز                 | میامی-دید         | ۱۰۷٬۵۵۹      | ۵۱٫۸ کیلومتر مربع  | شورای شهر-مدیر   | شهر   | ۲۰۰۳ |
| ۸۳   | میامی لیکس                   | میامی-دید         | ۲۹٬۳۶۱       | ۱۶٫۵ کیلومتر مربع  | شورای شهر-مدیر   | شهرک  | ۲۰۰۰ |
| ۱۵۷  | میامی شورز                   | میامی-دید         | ۱۰٬۴۹۳       | ۹٫۷ کیلومتر مربع   | شورای شهر-مدیر   | روستا | ۱۹۳۲ |
| ۱۳۰  | میامی اسپرینگز               | میامی-دید         | ۱۳٬۸۰۹       | ۷٫۷ کیلومتر مربع   | شورای شهر-مدیر   | شهر   | ۱۹۲۶ |
| ۳۶۲  | میکانوپی                     | آلاچوا            | ۶۰۰          | ۲٫۸ کیلومتر مربع   | شهردار-هیئت      | شهرک  | ۱۸۳۷ |
| ۲۴۸  | میدوی                        | گدسن              | ۳٬۰۰۴        | ۹٫۹ کیلومتر مربع   | شورای شهر-مدیر   | شهر   | ۱۹۸۶ |
| ۱۷۱  | میلتون                       | سانتا روزا        | ۸٬۸۲۶        | ۱۱٫۸ کیلومتر مربع  | شورای شهر-مدیر   | شهر   | ۱۸۴۴ |
| ۱۶۵  | مینیولا                      | لیک               | ۹٬۴۰۳        | ۸٫۳ کیلومتر مربع   | شورای شهر-مدیر   | شهر   | ۱۹۲۶ |
| ۱۴   | میرامار                      | برووارد           | ۱۲۲٬۴۳۸      | ۸۰٫۳ کیلومتر مربع  | هیئت-مدیر        | شهر   | ۱۹۵۵ |
| ۲۶۶  | مونتیچلو                     | جفرسون            | ۲٬۵۰۶        | ۸٫۸ کیلومتر مربع   | شورای شهر-مدیر   | شهر   | ۱۸۵۹ |
| ۳۱۱  | مونت‌وردی                     | لیک               | ۱٬۴۶۳        | ۴٫۶ کیلومتر مربع   | شهردار-شورای شهر | شهرک  | ۱۹۲۵ |
| ۳۰۱  | مور هیون                     | گلیدز             | ۱٬۶۸۰        | ۳٫۰ کیلومتر مربع   | شورای شهر-مدیر   | شهر   | ۱۹۱۷ |
| ۱۴۲  | مانت دورا                    | لیک               | ۱۲٬۳۷۰       | ۱۴٫۹ کیلومتر مربع  | شورای شهر-مدیر   | شهر   | ۱۹۱۰ |
| ۲۳۵  | مالبری                       | پولک              | ۳٬۸۱۷        | ۸٫۳ کیلومتر مربع   | هیئت-مدیر        | شهر   | ۱۹۰۱ |
| ۱۰۵  | نیپلز                        | کولیر             | ۱۹٬۵۳۷       | ۳۷٫۳ کیلومتر مربع  | شورای شهر-مدیر   | شهر   | ۱۹۲۵ |
| ۱۸۵  | نپتون بیچ                    | دووال             | ۷٬۰۳۷        | ۱۷٫۷ کیلومتر مربع  | شورای شهر-مدیر   | شهر   | ۱۹۳۱ |
| ۱۲۳  | نیو پورت ریچی                | پسکو              | ۱۴٬۹۱۱       | ۱۱٫۹ کیلومتر مربع  | شورای شهر-مدیر   | شهر   | ۱۹۲۴ |
| ۹۵   | نیو اسمیرنا بیچ              | ولوسیا            | ۲۲٬۴۶۴       | ۷۹٫۷ کیلومتر مربع  | هیئت-مدیر        | شهر   | ۱۸۸۷ |
| ۲۲۴  | نیوبری                       | آلاچوا            | ۴٬۳۰۱        | ۱۱۹٫۰ کیلومتر مربع | هیئت-مدیر        | شهر   | ۱۹۰۸ |
| ۱۳۹  | نایس‌ویل                      | اوکالوسا          | ۱۲٬۷۴۹       | ۲۹٫۴ کیلومتر مربع  | شورای شهر-مدیر   | شهر   | ۱۹۳۸ |
| ۳۹۴  | نوما                         | هلمز              | ۲۳۲          | ۲٫۸ کیلومتر مربع   | شهردار-شورای شهر | شهرک  | ۱۹۷۷ |
| ۱۸۲  | نورث بی ویلج                 | میامی-دید         | ۷٬۱۳۷        | ۲٫۲ کیلومتر مربع   | هیئت-مدیر        | شهر   | ۱۹۴۵ |
| ۶۳   | نورث لودرلیل                 | برووارد           | ۴۱٬۰۲۳       | ۱۰٫۱ کیلومتر مربع  | هیئت-مدیر        | شهر   | ۱۹۶۳ |
| ۴۱   | نورث میامی                   | میامی-دید         | ۵۸٬۷۸۶       | ۲۵٫۹ کیلومتر مربع  | شورای شهر-مدیر   | شهر   | ۱۹۲۶ |
| ۶۰   | نورث میامی بیچ               | میامی-دید         | ۴۱٬۵۲۳       | ۱۳٫۷ کیلومتر مربع  | شورای شهر-مدیر   | شهر   | ۱۹۲۶ |
| ۱۴۸  | نورث پالم بیچ                | پام بیچ           | ۱۲٬۰۱۵       | ۱۵ کیلومتر مربع    | شورای شهر-مدیر   | روستا | ۱۹۵۶ |
| ۴۲   | نورث پورت                    | ساراسوتا          | ۵۷٬۳۵۷       | ۱۹۵٫۷ کیلومتر مربع | هیئت-مدیر        | شهر   | ۱۹۵۹ |
| ۳۱۰  | نورث ردینگتون بیچ            | پاینلاس           | ۱٬۴۷۴        | ۲٫۷ کیلومتر مربع   | شهردار-هیئت      | شهرک  | ۱۹۵۳ |
| ۲۹۴  | اوک هیل                      | ولوسیا            | ۱٬۷۹۲        | ۲۹٫۱ کیلومتر مربع  | شهردار-هیئت      | شهر   | ۱۹۲۷ |
| ۶۲   | اوکلند پارک                  | برووارد           | ۴۱٬۳۶۳       | ۱۷٫۹ کیلومتر مربع  | هیئت-مدیر        | شهر   | ۱۹۲۹ |
| ۳۳۱  | اوکلند                       | اورنج             | ۹۴۳          | ۴٫۲ کیلومتر مربع   | هیئت-مدیر        | شهرک  | ۱۸۸۷ |
| ۴۷   | اوکالا                       | ماریون            | ۵۳٬۴۹۱       | ۱۰۰٫۱ کیلومتر مربع | شورای شهر-مدیر   | شهر   | ۱۸۶۹ |
| ۳۷۱  | اوشن بریز پارک               | مارتین            | ۴۶۷          | ۰٫۵ کیلومتر مربع   | شورای شهر-مدیر   | شهرک  | ۱۹۶۰ |
| ۳۰۷  | اوشن ریج                     | پام بیچ           | ۱٬۵۴۱        | ۵٫۲ کیلومتر مربع   | هیئت-مدیر        | شهرک  | ۱۹۳۱ |
| ۷۹   | اوکوئی                       | اورنج             | ۳۲٬۶۵۳       | ۳۶٫۴ کیلومتر مربع  | هیئت-مدیر        | شهر   | ۱۹۲۵ |
| ۲۰۷  | اوکیچوبی                     | اوکیچوبی          | ۵٬۶۲۱        | ۱۰٫۸ کیلومتر مربع  | شهردار-شورای شهر | شهر   | ۱۹۱۵ |
| ۱۳۲  | اولدزمار                     | پاینلاس           | ۱۳٬۵۹۱       | ۲۵٫۰ کیلومتر مربع  | شورای شهر-مدیر   | شهر   | ۱۹۹۵ |
| ۱۲۲  | اوپا-لوکا                    | میامی-دید         | ۱۵٬۲۱۹       | ۱۱٫۶ کیلومتر مربع  | هیئت-مدیر        | شهر   | ۱۹۲۶ |
| ۱۵۵  | اورنج سیتی                   | ولوسیا            | ۱۰٬۵۹۹       | ۱۵٫۹ کیلومتر مربع  | شورای شهر-مدیر   | شهر   | ۱۸۸۲ |
| ۱۷۳  | اورنج پارک                   | کلی               | ۸٬۴۱۲        | ۱۴٫۴ کیلومتر مربع  | شورای شهر-مدیر   | شهرک  | ۱۸۷۹ |
| ۳۷۵  | اورکیدر                      | ایندین ریور       | ۴۱۵          | ۴٫۸ کیلومتر مربع   | شورای شهر-مدیر   | شهرک  | ۱۹۶۵ |
| ۵    | اورلندو                      | اورنج             | ۲۳۹٬۰۳۷      | ۲۶۱٫۵ کیلومتر مربع | شهردار-شورای شهر | شهر   | ۱۸۸۵ |
| ۶۵   | اورمند بیچ                   | ولوسیا            | ۳۸٬۱۳۷       | ۷۵٫۳ کیلومتر مربع  | هیئت-مدیر        | شهر   | ۱۸۸۰ |
| ۴۰۱  | آتر کریک                     | لوی               | ۱۳۴          | ۳٫۸ کیلومتر مربع   | شهردار-شورای شهر | شهرک  | ۱۹۶۹ |
| ۶۸   | اوویه‌دو                      | سمینول            | ۳۶٬۶۵۱       | ۴۰٫۰ کیلومتر مربع  | شورای شهر-مدیر   | شهر   | ۱۹۲۵ |
| ۲۰۳  | پاهوکی                       | پام بیچ           | ۵٬۶۴۹        | ۱۴٫۰ کیلومتر مربع  | هیئت-مدیر        | شهر   | ۱۹۲۲ |
| ۱۵۶  | پالاتکا                      | پوتنام            | ۱۰٬۵۵۸       | ۱۹٫۵ کیلومتر مربع  | هیئت-مدیر        | شهر   | ۱۸۵۳ |
| ۱۸   | پالم بی                      | بریوارد           | ۱۰۳٬۲۲۵      | ۱۷۲٫۵ کیلومتر مربع | شورای شهر-مدیر   | شهر   | ۱۹۶۰ |
| ۱۶۰  | پالم بیچ                     | پام بیچ           | ۱۰٬۳۹۴       | ۲۷٫۰ کیلومتر مربع  | شورای شهر-مدیر   | شهرک  | ۱۹۱۱ |
| ۵۴   | پالم بیچ گاردنز              | پام بیچ           | ۴۸٬۴۵۲       | ۱۴۳٫۳ کیلومتر مربع | شورای شهر-مدیر   | شهر   | ۱۹۵۹ |
| ۳۲۱  | پالم بیچ شورز                | پام بیچ           | ۱٬۱۴۲        | ۱٫۰ کیلومتر مربع   | هیئت-مدیر        | شهرک  | ۱۹۵۱ |
| ۳۰   | پالم کوست                    | فلگلر             | ۷۵٬۱۸۰       | ۱۳۳٫۹ کیلومتر مربع | شورای شهر-مدیر   | شهر   | ۱۹۹۹ |
| ۳۳۵  | پالم شورز                    | بریوارد           | ۹۰۰          | ۱٫۳ کیلومتر مربع   | شهردار-شورای شهر | شهرک  | ۱۹۵۹ |
| ۱۰۸  | پالم اسپرینگز                | پام بیچ           | ۱۸٬۹۲۸       | ۴٫۳ کیلومتر مربع   | شورای شهر-مدیر   | روستا | ۱۹۵۷ |
| ۱۴۱  | پالمتو                       | ماناتی            | ۱۲٬۶۰۶       | ۱۱٫۵ کیلومتر مربع  | شهردار-شورای شهر | شهر   | ۱۸۹۷ |
| ۹۴   | پالمتو بی                    | میامی-دید         | ۲۳٬۴۱۰       | ۲۲٫۶ کیلومتر مربع  | شورای شهر-مدیر   | روستا | ۲۰۰۲ |
| ۶۹   | پاناما سیتی                  | بی                | ۳۶٬۴۸۴       | ۶۹٫۱ کیلومتر مربع  | هیئت-مدیر        | شهر   | ۱۹۰۹ |
| ۱۴۷  | پاناما سیتی بیچ              | بی                | ۱۲٬۰۱۸       | ۱۸٫۲ کیلومتر مربع  | شورای شهر-مدیر   | شهر   | ۱۹۷۷ |
| ۲۲۰  | پارکر                        | بی                | ۴٬۶۲۳        | ۶٫۳ کیلومتر مربع   | شهردار-شورای شهر | شهر   | ۱۹۶۷ |
| ۹۲   | پارکلند                      | برووارد           | ۲۳٬۹۶۲       | ۲۷٫۹ کیلومتر مربع  | هیئت-مدیر        | شهر   | ۱۹۶۳ |
| ۳۵۶  | پکستون                       | والتون            | ۶۴۴          | ۱۰٫۳ کیلومتر مربع  | شهردار-شورای شهر | شهر   | ۱۹۵۲ |
| ۱۹۶  | پمبروک پارک                  | برووارد           | ۶٬۱۰۲        | ۴٫۶ کیلومتر مربع   | هیئت-مدیر        | شهرک  | ۱۹۵۷ |
| ۱۰   | پمبروک پاینز                 | برووارد           | ۱۵۵٬۲۵۲      | ۸۹٫۲ کیلومتر مربع  | هیئت-مدیر        | شهر   | ۱۹۶۰ |
| ۳۵۹  | پنی فارمز                    | کلی               | ۶۱۱          | ۳٫۶ کیلومتر مربع   | شورای شهر-مدیر   | شهرک  | ۱۹۲۷ |
| ۵۱   | پنساکولا                     | اسکامبیا          | ۵۱٬۹۲۳       | ۱۰۲٫۷ کیلومتر مربع | شهردار-شورای شهر | شهر   | ۱۸۲۲ |
| ۱۸۴  | پری                          | تیلور             | ۷٬۰۶۰        | ۲۴٫۱ کیلومتر مربع  | شورای شهر-مدیر   | شهر   | ۱۹۰۳ |
| ۲۶۱  | پیرسون                       | ولوسیا            | ۲٬۶۷۶        | ۲۲٫۷ کیلومتر مربع  | شهردار-شورای شهر | شهر   | ۱۹۲۹ |
| ۱۱۲  | پاین‌کرست                     | میامی-دید         | ۱۸٬۲۲۳       | ۱۹٫۶ کیلومتر مربع  | شورای شهر-مدیر   | روستا | ۱۹۹۶ |
| ۵۳   | پاینلاس پارک                 | پاینلاس           | ۴۹٬۰۷۹       | ۳۸. کیلومتر مربع   | شورای شهر-مدیر   | شهر   | ۱۹۱۵ |
| ۷۴   | پلنت سیتی                    | هیلزبورو          | ۳۴٬۷۲۱       | ۵۸٫۹ کیلومتر مربع  | هیئت-مدیر        | شهر   | ۱۸۸۵ |
| ۲۵   | پلنتیشن                      | برووارد           | ۸۴٬۹۵۵       | ۵۶٫۸ کیلومتر مربع  | شهردار-شورای شهر | شهر   | ۱۹۵۳ |
| ۳۰۴  | پولک سیتی                    | پولک              | ۱٬۵۶۲        | ۲٫۰ کیلومتر مربع   | شورای شهر-مدیر   | شهر   | ۱۹۲۵ |
| ۳۳۴  | پومونا پارک                  | پوتنام            | ۹۱۲          | ۸٫۶ کیلومتر مربع   | شهردار-شورای شهر | شهرک  | ۱۸۹۴ |
| ۲۰   | پومپانو بیچ                  | برووارد           | ۱۰۰٬۱۵۴      | ۶۶٫۸ کیلومتر مربع  | هیئت-مدیر        | شهر   | ۱۹۰۸ |
| ۳۶۳  | پونس دو لئون                 | هلمز              | ۵۹۸          | ۱۲٫۸ کیلومتر مربع  | شهردار-شورای شهر | شهرک  | ۱۹۶۳ |
| ۲۴۷  | پونس اینلت                   | ولوسیا            | ۳٬۰۳۲        | ۳۸٫۰ کیلومتر مربع  | شورای شهر-مدیر   | شهرک  | ۱۹۶۳ |
| ۴۴   | پورت اورنج                   | ولوسیا            | ۵۶٬۰۴۸       | ۶۹٫۱ کیلومتر مربع  | شورای شهر-مدیر   | شهر   | ۱۸۶۷ |
| ۲۶۲  | پورت ریچی                    | پسکو              | ۲٬۶۷۱        | ۷٫۱ کیلومتر مربع   | شورای شهر-مدیر   | شهر   | ۱۹۲۵ |
| ۲۳۹  | پورت سن جو                   | گالف              | ۳٬۴۴۵        | ۸٫۶ کیلومتر مربع   | هیئت-مدیر        | شهر   | ۱۹۱۳ |
| ۹    | پورت سنت لوسی                | سنت لوسی          | ۱۶۵٬۱۵۳      | ۱۹۸٫۶ کیلومتر مربع | شورای شهر-مدیر   | شهر   | ۱۹۶۱ |
| ۱۱۸  | پونتا گوردا                  | شارلوت            | ۱۶٬۶۴۱       | ۴۷٫۹ کیلومتر مربع  | شورای شهر-مدیر   | شهر   | ۱۹۰۰ |
| ۱۸۳  | کوئینسی                      | گدسن              | ۷٬۰۹۸        | ۱۹٫۷ کیلومتر مربع  | هیئت-مدیر        | شهر   | ۱۸۲۸ |
| ۳۹۱  | ریفورد                       | یونیون            | ۲۵۵          | ۱٫۴ کیلومتر مربع   | شهردار-شورای شهر | شهرک  | ۱۹۰۰ |
| ۳۵۸  | ردیک                         | ماریون            | ۶۲۹          | ۳٫۲ کیلومتر مربع   | شهردار-شورای شهر | شهر   | ۱۹۲۵ |
| ۳۱۳  | ردینگتون بیچ                 | پاینلاس           | ۱٬۴۲۷        | ۳٫۳ کیلومتر مربع   | شهردار-هیئت      | شهر   | ۱۹۴۴ |
| ۲۸۰  | ردینگتون شورز                | پاینلاس           | ۲٬۱۲۱        | ۳٫۱ کیلومتر مربع   | شهردار-هیئت      | شهر   | ۱۹۵۵ |
| ۸۱   | ریویرا بیچ                   | پام بیچ           | ۳۲٬۴۸۸       | ۲۵٫۵ کیلومتر مربع  | شورای شهر-مدیر   | شهر   | ۱۹۲۲ |
| ۸۹   | راک‌لج                        | بریوارد           | ۲۴٬۹۲۶       | ۳۱٫۵ کیلومتر مربع  | شورای شهر-مدیر   | شهر   | ۱۸۸۷ |
| ۷۶   | رویال پالم بیچرویال پالم بیچ | پام بیچ           | ۳۴٬۱۴۰       | ۲۶٫۱ کیلومتر مربع  | شورای شهر-مدیر   | روستا | ۱۹۵۹ |
| ۱۱۷  | سیفتی هاربر                  | پاینلاس           | ۱۶٬۸۸۴       | ۱۳٫۰ کیلومتر مربع  | هیئت-مدیر        | شهر   | ۱۹۱۷ |
| ۳۲۲  | سن آنتونیو                   | پسکو              | ۱٬۱۳۸        | ۳٫۲ کیلومتر مربع   | شهردار-هیئت      | شهر   | ۱۸۸۹ |
| ۴۶   | سنفورد                       | سمینول            | ۵۳٬۵۷۰       | ۵۸٫۴ کیلومتر مربع  | هیئت-مدیر        | شهر   | ۱۸۷۷ |
| ۱۹۰  | سنیبل                        | لی                | ۶٬۴۶۹        | ۸۵٫۹ کیلومتر مربع  | شورای شهر-مدیر   | شهر   | ۱۹۷۴ |
| ۵۰   | ساراسوتا                     | ساراسوتا          | ۵۲٬۴۸۸       | ۶۷٫۲ کیلومتر مربع  | هیئت-مدیر        | شهر   | ۱۹۰۲ |
| ۱۶۲  | ستلایت بیچ                   | بریوارد           | ۱۰٬۱۰۹       | ۸٫۸ کیلومتر مربع   | شورای شهر-مدیر   | شهر   | ۱۹۵۷ |
| ۳۵۴  | سی رنچ لیکس                  | برووارد           | ۶۷۰          | ۰٫۶ کیلومتر مربع   | شهردار-شورای شهر | روستا | ۱۹۵۹ |
| ۹۶   | سباستین                      | ایندین ریور       | ۲۱٬۹۲۹       | ۳۵٫۱ کیلومتر مربع  | شورای شهر-مدیر   | شهر   | ۱۹۲۴ |
| ۱۵۸  | سبرینگ                       | هایلندز           | ۱۰٬۴۹۱       | ۲۸٫۵ کیلومتر مربع  | شورای شهر-مدیر   | شهر   | ۱۹۲۴ |
| ۱۶۴  | سمینول                       | پاینلاس           | ۹٬۸۶۲        | ۷٫۰ کیلومتر مربع   | شورای شهر-مدیر   | شهر   | ۱۹۷۰ |
| ۲۸۴  | سووالز پوینت                 | مارتین            | ۱٬۹۹۶        | ۱۰٫۷ کیلومتر مربع  | هیئت-مدیر        | شهرک  | ۱۹۵۷ |
| ۳۴۸  | شالیمار                      | اوکالوسا          | ۷۲۳          | ۰٫۸ کیلومتر مربع   | هیئت-مدیر        | شهر   | ۱۹۴۷ |
| ۲۷۸  | اسنیدز                       | جکسون             | ۲٬۱۸۷        | ۱۲٫۰ کیلومتر مربع  | شورای شهر-مدیر   | شهر   | ۱۸۹۴ |
| ۳۷۲  | سوپ‌کاپی                      | واکولا            | ۴۵۷          | ۳٫۹ کیلومتر مربع   | شهردار-شورای شهر | شهر   | ۱۹۵۵ |
| ۲۱۷  | ساوت بی                      | پام بیچ           | ۴٬۸۷۶        | ۹٫۶ کیلومتر مربع   | هیئت-مدیر        | شهر   | ۱۹۴۱ |
| ۱۳۶  | ساوت دیتونا                  | ولوسیا            | ۱۳٬۲۲۱       | ۱۲٫۵ کیلومتر مربع  | شورای شهر-مدیر   | شهر   | ۱۹۳۸ |
| ۱۵۰  | ساوت میامی                   | میامی-دید         | ۱۱٬۶۵۷       | ۶٫۰ کیلومتر مربع   | هیئت-مدیر        | شهر   | ۱۹۲۶ |
| ۳۲۰  | ساوت پالم بیچ                | پام بیچ           | ۱٬۱۷۱        | ۰٫۸ کیلومتر مربع   | شورای شهر-مدیر   | شهرک  | ۱۹۵۵ |
| ۲۱۶  | ساوت پاسادنا                 | پاینلاس           | ۴٬۹۶۴        | ۳٫۰ کیلومتر مربع   | شهردار-هیئت      | شهر   | ۱۹۵۵ |
| ۱۷۹  | ساوت‌وست رنچز                 | برووارد           | ۷٬۳۴۵        | ۳۳٫۷ کیلومتر مربع  | شهردار-شورای شهر | شهرک  | ۲۰۰۰ |
| ۱۶۹  | اسپرینگ‌فیلد                  | بی                | ۹٬۰۵۲        | ۱۰٫۷ کیلومتر مربع  | شهردار-هیئت      | شهر   | ۱۹۳۵ |
| ۱۳۷  | سنت آگوستین                  | سنت جانز          | ۱۲٬۹۷۵       | ۲۷. کیلومتر مربع   | هیئت-مدیر        | شهر   | ۱۸۲۲ |
| ۱۹۴  | سنت آگوستین بیچ              | سنت جانز          | ۶٬۱۷۶        | ۵٫۰ کیلومتر مربع   | هیئت-مدیر        | شهر   | ۱۹۵۹ |
| ۷۲   | سنت کلاود                    | اوسئولا           | ۳۵٬۱۸۳       | ۲۳٫۷ کیلومتر مربع  | شورای شهر-مدیر   | شهر   | ۱۹۱۱ |
| ۳۱۶  | سنت لیو                      | پسکو              | ۱٬۳۴۰        | ۴٫۹ کیلومتر مربع   | شهردار-هیئت      | شهر   | ۱۸۹۱ |
| ۳۶۴  | سنت لوسی ویلج                | سنت لوسی          | ۵۹۰          | ۲٫۱ کیلومتر مربع   | شهردار-شورای شهر | شهرک  | ۱۹۶۱ |
| ۳۸۶  | سنت مارکس                    | واکولا            | ۲۹۳          | ۵٫۰ کیلومتر مربع   | هیئت-مدیر        | شهر   | ۱۹۶۳ |
| ۱۶۶  | سنت پیچ بیچ                  | پاینلاس           | ۹٬۳۴۶        | ۵۱٫۵ کیلومتر مربع  | هیئت-مدیر        | شهر   | ۱۹۵۷ |
| ۴    | سن پترزبورگ                  | پاینلاس           | ۲۴۴٬۸۱۸      | ۳۴۴٫۷ کیلومتر مربع | شهردار-هیئت      | شهر   | ۱۹۰۳ |
| ۲۰۸  | استارک                       | بردفورد           | ۵٬۴۴۹        | ۱۷٫۳ کیلومتر مربع  | هیئت-مدیر        | شهر   | ۱۸۷۰ |
| ۱۱۹  | استوارت                      | مارتین            | ۱۶٬۵۵۵       | ۲۲٫۰ کیلومتر مربع  | هیئت-مدیر        | شهر   | ۱۹۱۴ |
| ۱۰۰  | سانی آیلز بیچ                | میامی-دید         | ۲۰٬۸۳۲       | ۳٫۶ کیلومتر مربع   | هیئت-مدیر        | شهر   | ۱۹۹۷ |
| ۲۶   | سانرایز                      | برووارد           | ۸۴٬۴۳۹       | ۴۷٫۷ کیلومتر مربع  | هیئت-مدیر        | شهر   | ۱۹۶۱ |
| ۲۰۲  | سرفساید                      | میامی-دید         | ۵٬۷۴۴        | ۲٫۵ کیلومتر مربع   | هیئت-مدیر        | شهرک  | ۱۹۳۵ |
| ۱۳۳  | سوئیت‌واتر                    | میامی-دید         | ۱۳٬۵۷۵       | ۲٫۱ کیلومتر مربع   | شهردار-هیئت      | شهر   | ۱۹۴۱ |
| ۷    | تالاهاسی #                   | لئون              | ۱۸۱٬۳۷۶      | ۲۶۷٫۰ کیلومتر مربع | هیئت-مدیر        | شهر   | ۱۸۲۵ |
| ۳۹   | تاماراک                      | برووارد           | ۶۰٬۴۲۷       | ۳۰٫۸ کیلومتر مربع  | هیئت-مدیر        | شهر   | ۱۹۶۳ |
| ۳    | تمپا، فلوریدا                | هیلزبورو          | ۳۳۵٬۷۰۹      | ۴۴۱٫۹ کیلومتر مربع | شهردار-شورای شهر | شهر   | ۱۸۵۵ |
| ۹۳   | تارپون اسپرینگز              | پاینلاس           | ۲۳٬۴۸۴       | ۴۳٫۸ کیلومتر مربع  | هیئت-مدیر        | شهر   | ۱۸۸۷ |
| ۱۳۸  | تاوارس                       | لیک               | ۱۲٬۹۱۹       | ۱۹٫۳ کیلومتر مربع  | شهردار-شورای شهر | شهر   | ۱۸۸۵ |
| ۹۱   | تمپل تراس                    | هیلزبورو          | ۲۴٬۵۴۱       | ۱۸.ه کیلومتر مربع  | شورای شهر-مدیر   | شهر   | ۱۹۲۵ |
| ۲۰۴  | تکوئستا                      | پام بیچ           | ۵٬۶۲۹        | ۵٫۷ کیلومتر مربع   | شورای شهر-مدیر   | روستا | ۱۹۵۷ |
| ۵۸   | تیتوس‌ویل                     | بریوارد           | ۴۳٬۷۶۱       | ۶۷٫۱ کیلومتر مربع  | شورای شهر-مدیر   | شهر   | ۱۸۸۷ |
| ۱۸۹  | ترژر آیلند                   | پاینلاس           | ۶٬۷۶۸        | ۱۳٫۸ کیلومتر مربع  | هیئت-مدیر        | شهر   | ۱۹۵۵ |
| ۲۹۹  | ترنتون                       | گیل‌کرایست         | ۱٬۷۱۷        | ۶٫۷ کیلومتر مربع   | هیئت-مدیر        | شهرک  | ۱۹۱۱ |
| ۲۴۳  | اوماتیلا                     | لیک               | ۳٬۱۷۲        | ۷٫۹ کیلومتر مربع   | شورای شهر-مدیر   | شهر   | ۱۹۰۴ |
| ۲۱۳  | والپارایسو                   | اوکالوسا          | ۵٬۰۳۶        | ۳۳٫۰ کیلومتر مربع  | شهردار-هیئت      | شهر   | ۱۹۲۱ |
| ۱۰۲  | ونیس                         | ساراسوتا          | ۲۰٬۷۴۸       | ۲۵٫۰ کیلومتر مربع  | شورای شهر-مدیر   | شهر   | ۱۹۲۶ |
| ۳۴۷  | ورنون                        | واشنگتن           | ۷۴۳          | ۱۲٫۲ کیلومتر مربع  | شهردار-شورای شهر | شهر   | ۱۹۲۶ |
| ۱۱۶  | ورو بیچ                      | ایندین ریور       | ۱۶٬۹۳۹       | ۳۳٫۵ کیلومتر مربع  | هیئت-مدیر        | شهر   | ۱۹۱۹ |
| ۲۷۰  | ویرجینیا بیچ                 | میامی-دید         | ۲٬۳۷۵        | ۰٫۸ کیلومتر مربع   | شهردار-شورای شهر | روستا | ۱۹۴۷ |
| ۳۲۸  | والدو                        | آلاچوا            | ۱٬۰۱۵        | ۴٫۵ کیلومتر مربع   | شورای شهر-مدیر   | شهر   | ۱۹۰۷ |
| ۲۱۵  | واچولا                       | هاردی             | ۵٬۰۰۱        | ۶٫۸ کیلومتر مربع   | هیئت-مدیر        | شهر   | ۱۹۰۷ |
| ۳۸۰  | ووسو                         | واشنگتن           | ۳۹۸          | ۲٫۹ کیلومتر مربع   | شهردار-شورای شهر | شهرک  | ۱۹۶۳ |
| ۳۴۴  | وبستر                        | سامتر             | ۷۸۵          | ۳٫۴ کیلومتر مربع   | شهردار-هیئت      | شهر   | ۱۹۰۰ |
| ۴۰۹  | ویکی واچی                    | هرناندو           | ۱۲           | ۲٫۷ کیلومتر مربع   | شهردار-هیئت      | شهر   | ۱۹۶۶ |
| ۳۵۲  | ولاکا                        | سنت جانز          | ۷۰۱          | ۳٫۶ کیلومتر مربع   | شهردار-شورای شهر | شهرک  | ۱۸۸۷ |
| ۴۳   | ولینگتون                     | پام بیچ           | ۵۶٬۵۰۸       | ۱۱۶٫۶ کیلومتر مربع | شورای شهر-مدیر   | روستا | ۱۹۹۵ |
| ۱۱۱  | وست ملبورن                   | بریوارد           | ۱۸٬۳۵۵       | ۲۰٫۳ کیلومتر مربع  | شورای شهر-مدیر   | شهر   | ۱۹۵۹ |
| ۲۰۰  | وست میامی                    | میامی-دید         | ۵٬۹۶۵        | ۱٫۸ کیلومتر مربع   | هیئت-مدیر        | شهر   | ۱۹۴۷ |
| ۱۹   | وست پالم بیچ، فلوریدا        | پام بیچ           | ۱۰۰٬۱۷۵      | ۱۵۰٫۷ کیلومتر مربع | شهردار-هیئت      | شهر   | ۱۸۹۴ |
| ۱۲۷  | وست پارک                     | برووارد           | ۱۴٬۱۵۶       | ۵٫۴ کیلومتر مربع   | هیئت-مدیر        | شهر   | ۲۰۰۵ |
| ۳۴   | وستون                        | برووارد           | ۶۵٬۳۳۳       | ۶۸٫۱ کیلومتر مربع  | هیئت-مدیر        | شهر   | ۱۹۹۶ |
| ۳۸۷  | وست‌ویل                       | هلمز              | ۲۸۹          | ۱۹٫۳ کیلومتر مربع  | شهردار-شورای شهر | شهر   | ۱۹۷۰ |
| ۲۸۵  | وواهیچکا                     | گالف              | ۱٬۹۸۱        | ۱۹٫۳ کیلومتر مربع  | هیئت-مدیر        | شهر   | ۱۹۵۹ |
| ۳۴۵  | وایت اسپرینگز                | همیلتون           | ۷۷۷          | ۴٫۸ کیلومتر مربع   | شورای شهر-مدیر   | شهر   | ۱۸۸۵ |
| ۲۱۸  | ویلوود                       | سامتر             | ۴٬۷۹۱        | ۱۳٫۴ کیلومتر مربع  | هیئت-مدیر        | شهر   | ۱۸۷۷ |
| ۲۵۸  | ویلینستون                    | لوی               | ۲٬۷۶۸        | ۱۵٫۷ کیلومتر مربع  | شورای شهر-مدیر   | شهر   | ۱۹۲۹ |
| ۱۵۱  | ویلتون مانورس                | برووارد           | ۱۱٬۶۳۲       | ۵٫۰ کیلومتر مربع   | هیئت-مدیر        | شهر   | ۱۹۴۷ |
| ۲۶۸  | ویندرمیر                     | اورنج             | ۲٬۴۶۲        | ۲٫۹ کیلومتر مربع   | شورای شهر-مدیر   | شهر   | ۱۹۲۵ |
| ۷۵   | وینتر گاردن                  | اورنج             | ۳۴٬۵۶۸       | ۴۴٫۰ کیلومتر مربع  | هیئت-مدیر        | شهر   | ۱۹۰۳ |
| ۷۷   | وینتر هیون                   | پولک              | ۳۳٬۸۷۴       | ۶۵٫۸ کیلومتر مربع  | هیئت-مدیر        | شهر   | ۱۹۲۳ |
| ۸۶   | وینتر پارک                   | اورنج             | ۲۷٬۸۵۲       | ۲۲٫۴ کیلومتر مربع  | هیئت-مدیر        | شهر   | ۱۸۸۷ |
| ۷۸   | وینتر اسپرینگز               | سمینول            | ۳۳٬۲۸۲       | ۳۷٫۶ کیلومتر مربع  | هیئت-مدیر        | شهر   | ۱۹۵۹ |
| ۳۹۷  | وورتینگتون اسپرینگز          | یونیون            | ۱۹۶          | ۰٫۹ کیلومتر مربع   | شهردار-شورای شهر | شهرک  | ۱۹۶۳ |
| ۳۵۷  | یانکیتاون                    | لوی               | ۶۳۸          | ۵۲٫۶ کیلومتر مربع  | شهردار-شورای شهر | شهر   | ۱۹۲۵ |
| ۱۳۵  | زفیرهیلز                     | پسکو              | ۱۳٬۲۸۸       | ۱۶٫۴ کیلومتر مربع  | شورای شهر-مدیر   | شهر   | ۱۹۱۴ |
| ۲۸۶  | زولفو اسپرینگز               | هاردی             | ۱٬۹۷۲        | ۳٫۹ کیلومتر مربع   | هیئت-مدیر        | شهر   | ۱۹۰۴ |